# 伯洛克峰
伯洛克峰（英語：Burlock Peak）是南極洲的山峰，位於威爾克斯地，處於沃森海崖東面，海拔高度2,070米，美國地質調查局根據測量和該國海軍的空中照片繪入地圖，現時由南極條約體系管理。